# Гром в штанах
«Гром в штанах» (англ. Thunderpants) — англо-немецкая работа 2002 г. режиссёра Питера Хьюитта. Семейный фильм, рассказывающий историю о мальчике, который мечтает стать космонавтом, однако его желание кажется несбыточным из-за того, что он страдает метеоризмом.

## Сюжет
Рождённый с двумя желудками, Патрик Смэш, страдает сильнейшим и неконтролируемым газообразованием. Эта его способность обнаружилась спустя тридцать секунд после рождения. По мере взросления «газовые атаки» Патрика становятся всё более насыщенными, что доставляет неудобства близким. В итоге, отец мальчика уходит из семьи. Несчастье Патрика делает его белой вороной в классе, и он становится уязвимым для хулиганов. Впрочем, среди одноклассников юный Смэш находит-таки друга — Алана А. Аллена, чокнутого рыжего вундеркинда, также страдающего недугом — аносмией (отсутствием обоняния).
При посещении школы оперным певцом сэром Осгудом Патрик не выдерживает и издаёт непристойный звук, чем позорит школу. Это становится его самым худшим днём в жизни. Тем не менее, Патрик не падает духом. Он собирается с силами и расплачивается со школьным хулиганом Дэймоном, пустив газы тому в лицо. Алан не бросает друга в беде и специально для него изготавливает шорты с чемоданчиком «Гром в штанах», которые способны вбирать в себя суточный запас газов и позже ликвидировать. Это становится лучшим днём в жизни Патрика. Смэш считает что приблизился к своей мечте стать космонавтом. Внезапно не сказав ни слова уезжает Алан. В поисках рыжеволосого друга Патрик гастролирует с Осгудом по всему миру. В одной из стран его и находят американские спецагенты, с которыми оказывается уехал Алан. Выясняется что юный вундеркинд работает на Штаты, разрабатывая схему помощи застрявшим в космосе астронавтам. Вместе с другими вундеркиндами он разработал новый двигатель, схожий с двумя желудками Патрика, но на испытаниях двигатель работает неправильно. Тогда Алан предлагает Патрику отправиться в космос на спасательной ракете, используя его газы в качестве топлива. Патрик соглашается. Но перед запуском выясняется, что у ракеты есть дефект, который может привести к взрыву. Алан связывается с Патриком и говорит, что он может погибнуть и запуск можно отменить, но решать должен сам Патрик. Патрик сообщает, что раньше в него никто не верил и теперь он хочет сделать что-то полезное для всей страны. Речь Патрика транслируется по телевидению, где её слышат его семья, сверстники и учителя. Ракета отправляется в космос, но в какой-то момент связь с Патриком теряется. Однако Алан слышит ноту, которую они с Патриком разучивали, и сообщает, что его друг жив. Астронавты спасены, а Патрик становится героем.

## Актёрский состав
| Актёр           | Роль                        |
| --------------- | --------------------------- |
| Брюс Кук        | Патрик Смэш                 |
| Руперт Гринт    | Алан А. Аллен               |
| Брона Галлахер  | миссис Смэш                 |
| Анна Попплуэлл  | Денис Смэш                  |
| Виктор Макгуайр | мистер Смэш                 |
| Селия Имри      | миссис Рапира               |
| Джошуа Хердман  | задира Дэймон               |
| Роберт Харди    | доктор                      |
| Саймон Кэллоу   | сэр Джон Осгуд              |
| Кира Найтли     | студентка музыкальной школы |
| Адам Годли      | Плачидо П. Плачидо          |
| Стивен Фрай     | судья                       |
| Лесли Филлипс   | судья                       |
| Пол Джаматти    | Джонсон Дж. Джонсон         |
| Нед Битти       | генерал Эд Шеппард          |

## Награды и номинации
Полный перечень наград и номинаций — на сайте IMDB
| Премия                                                                       | Категория      | Имя          | Результат |
| ---------------------------------------------------------------------------- | -------------- | ------------ | --------- |
| Lucas — International Festival of Films for Children and Young People (2008) | Детская секция | Питер Хьюитт | Победа    |